# 松树水库
松树水库，位于中华人民共和国辽宁省瓦房店市松树镇以东，是复州河干流上游一座大（2）型水库。水库工程于1970年开始兴建，1971年7月竣工蓄水。总库容1.67亿立方米。主坝为黏土心墙坝，最大坝高34.87米，坝长320米，坝址以上集水面积302.4平方千米。水库电站装机容量640千万，1999年后因设备老化而停止发电。设计灌溉面积1.39万公顷，实际灌溉面积1.08公顷。1983年因供水结构的调整，改为向工业及城市生活供水，现水库成为瓦房店市唯一的供水水源。